# Abesszin bíbic
Az abesszin bíbic (Vanellus melanocephalus) a lilealakúak (Charadriiformes) rendjébe, ezen belül a lilefélék (Charadriidae) családjába tartozó faj.

## Rendszerezése
A fajt Eduard Rüppell német természettudós írta le 1845-ben, a Lobivanellus nembe Lobivanellus melanocephalus néven.  Sorolják a Hoplopterus nembe Hoplopterus melanocephalus néven is.

## Előfordulása
Egyedül az Etióp-magasföldön honos. Természetes élőhelyei a szubtrópusi vagy trópusi a felföldi legelők, valamint édesvizű mocsarak, folyók és patakok környéke. Állandó, nem vonuló faj.

## Megjelenése
Testhossza 34 centiméter.

## Szaporodása
A földbe kapart mélyedésbe készíti fészkét, melyet fűvel és mohával bélel ki.

## Természetvédelmi helyzete
Az elterjedési területe nagy, egyedszáma 670-6700 közötti. A Természetvédelmi Világszövetség Vörös listáján nem fenyegetett fajként szerepel.